# Reston Town Center (métro de Washington)
Reston Town Center est une station du métro de Washington, aux États-Unis. Située sur la ligne argent à Reston, dans le comté de Fairfax, en Virginie, elle a été mise en service le 15 novembre 2022.